# Retable de Westminster

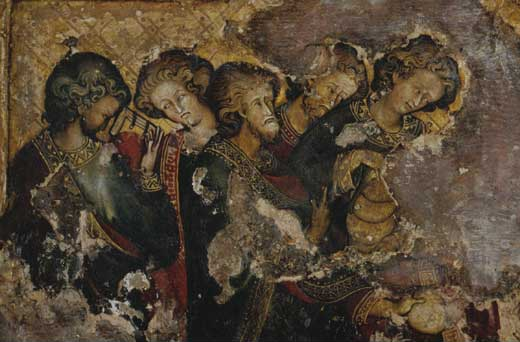
La Multiplication des pains; une des sections la mieux préservée du retable

Le retable de Westminster est le plus ancien retable en bois peint d'Angleterre. Probablement exécuté dans les années 1260-1270 par un des artistes de la cour des Plantagenêt, le retable était destiné au maître-autel de l'abbaye de Westminster. On pense qu'il a été commandé par Henri III d'Angleterre, lors de la redécoration gothique de l'abbaye. Entre le XVIe siècle et le XIXe siècle, le panneau a été intégré dans un meuble, ce qui a permis la conservation d'une partie de la couche picturale. Selon un spécialiste, le retable de Westminster, malgré son état de conservation, est le plus beau panneau peint de son époque en Europe occidentale.
En 1998, le Hamilton Kerr Institute (en) de l'université de Cambridge a commencé un projet de six ans afin de nettoyer et de conserver l'œuvre. Le projet bénéficia du soutien financier de la Getty Foundation et de l'Heritage Lottery Fund. Une fois achevé en 2005, le retable a été exposé pendant quatre mois à la National Gallery de Londres avant de regagner le musée de l'abbaye de Westminster.

## Description

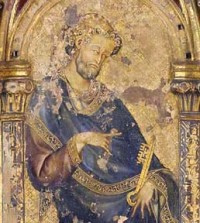
Partie supérieure de saint Pierre

Le retable, formé de plusieurs planches de chênes assemblées, mesure 95,9 × 33,3 cm.  La couche picturale est composée de fines couches de glacis (mélange de pigments et d'huile de lin) apposées sur une couche de préparation (gesso). La construction est complexe : aux six planches principales s'ajoutent de nombreux éléments en bois. Le retable est divisé en cinq sections par des arcatures en bois. Celui-ci, doré, est incrusté de verre, de pierres semi-précieuses et de strass afin d'imiter le travail somptueux des orfèvres que l'on retrouvait sur certains retables et reliquaires continentaux, ainsi que probablement sur la châsse d'Édouard le Confesseur installée dans l'abbaye en 1269 et aujourd'hui détruite.
La composition se divise en cinq sections. La section centrale, avec trois grandes niches étroites séparées par des colonnes supportant des arcs trilobés, contient les représentations du Christ tenant le globe en tant que Salvator Mundi, encadré de la Vierge Marie avec une palme, et de Saint Jean l'Evangéliste. De part et d'autre de cette partie centrale, les deux sections suivantes se composent chacune de quatre médaillons représentant les miracles du Christ. Alors qu'il ne reste rien des représentations du côté droit, le côté gauche conserve encore la résurrection de la fille de Jairus, la guérison de l'aveugle et la multiplication des pains, la dernière illustrations étant trop effacée pour en déterminer le sujet. Les sections extérieures représentaient les figures de saint Pierre à gauche, dédicataire de l'abbaye (figure la mieux préservée), et, selon George Vertue, de saint Paul (cette figure a aujourd'hui complètement disparu). Ces deux derniers panneaux ont sans doute été ajoutés alors que la majeure partie du retable était achevée, comme le prouvent d'une part l'origine allemande du bois employé (alors que pour les trois sections centrales, le bois vient de la vallée de la Tamise), et d'autre part le sens des fibres du bois, vertical dans les deux panneaux extérieurs et horizontal dans les parties centrales. Le revers du retable est peint en imitation de porphyre. Une grande partie du retable est perdue et ne peut être reconstituée.
L'exécution picturale, d'une très grande qualité, a sans doute été réalisée par un artiste ayant une formation d'enlumineur, à en juger par la qualité de l'œuvre et quelques détails stylistiques. Placé sur l'autel-majeur, les détails ne pouvaient être visibles que du clergé qui officiait, aucune concessions n'ont été faites pour un goût plus populaire. Sur le petit globe tenu par le Christ, l'artiste a peint sur quatre registres des scènes représentant des animaux, des arbres et un homme sur un bateau.

## Histoire
Après la Dissolution des monastères lors de la Réforme anglaise, le retable a été utilisé comme couvercle de coffre, la surface peinte orientée vers l'intérieur. Le coffre était employé pour ranger les portraits funéraires en cire des monarques anglais. Le retable ne fut découvert qu'en 1725 lorsque Vertue en fit un dessin (British Library). En 1778, le coffre a été transformé en armoire ou en vitrine afin d'exposer le portrait funéraire de William Pitt l'Ancien. En 1827, le retable cessa d'être considéré comme une simple curiosité par la publication d'Edward Blore, surveyor de l'abbaye, dans The Gentleman's Magazine qui le mis derrière une vitre de protection.
Depuis sa redécouverte, l'œuvre a encore subi des dommages par des tentatives de restauration, notamment l'application d'un revêtement de colle pour maintenir assemblées les différentes couches de peinture. Des aquarelles du retable ont été réalisées pour la Society of Antiquaries of London ; une reconstitution hypothétique a été proposée par Viollet-le-Duc dans son Dictionnaire raisonné du mobilier français; des illustrations figuraient dans l'ouvrage sur les objets peints de Westminster par William Burges.
Le retable est actuellement conservé dans une vitrine afin de le protéger d'autres dommages. Il est exposé au Musée de l'Abbaye de Westminster, avec les portraits funéraires en cire.